# George Engleheart
Pour les articles homonymes, voir Engleheart.
George Engleheart (1752-1829) est un miniaturiste anglais, un rival de Richard Cosway.

## Biographie
George Engleheart naît à Kew, Surrey (Grande-Bretagne) au mois d'octobre 1752. Il est successivement l'élève de George Barret, puis de Sir Joshua Reynolds. Il expose à l'Académie Royale de Londres en 1773 et ouvre un atelier cette même année. Il y reste actif jusqu'en 1813. Grâce à son « livre de bord » que ses descendants détiennent encore à l'heure actuelle, nous connaissons le nom de ses sœurs, l'état complet de ses œuvres ainsi que le prix payé pour chacune d'elles. Nous savons qu'il a peint 4853 miniatures en trente-neuf années. Son activité lui procure un revenu confortable de 1200 livres par an. Engleheart réside dans le quartier de Mayfair, très exactement à Hertford Street, jusqu'à sa retraite.
On lui attribue la mode de l'œil miniature avec Richard Cosway. Les deux portraitistes ont peint des yeux en gros plan, et ont lancé une mode entre 1785 et 1830 en Angleterre, en France et en Suède.
Il décède à Blackheath, commune libre du sud-est de Londres, le 21 mars 1829. Il est enterré à l'église de Kew, ville où il est né.
George Engleheart recrute sa clientèle parmi les aristocrates et la plupart des courtisans de la cour d'Angleterre. Il peint vingt-cinq fois le portrait de George III d'Angleterre. Il a également reproduit maintes miniatures exécutées par Sir Joshua Reynolds dont c'est, parfois, le seul témoignage qui nous reste pour certaines de ses œuvres.
George Engleheart forma son neveu, John Cox Dillman Engleheart, à la peinture en miniature.

## Galerie

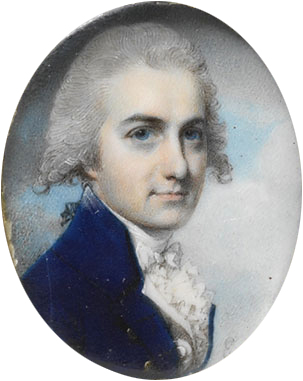
Portrait de John Dyer Collier vers 1785
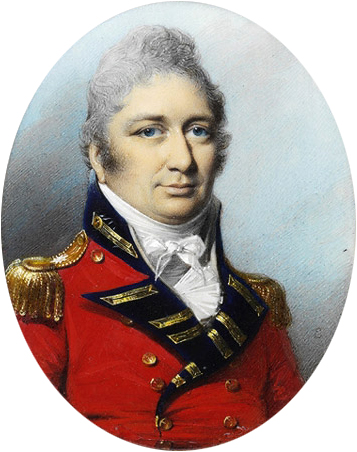
Portrait du Colonel Cuppage (1806)
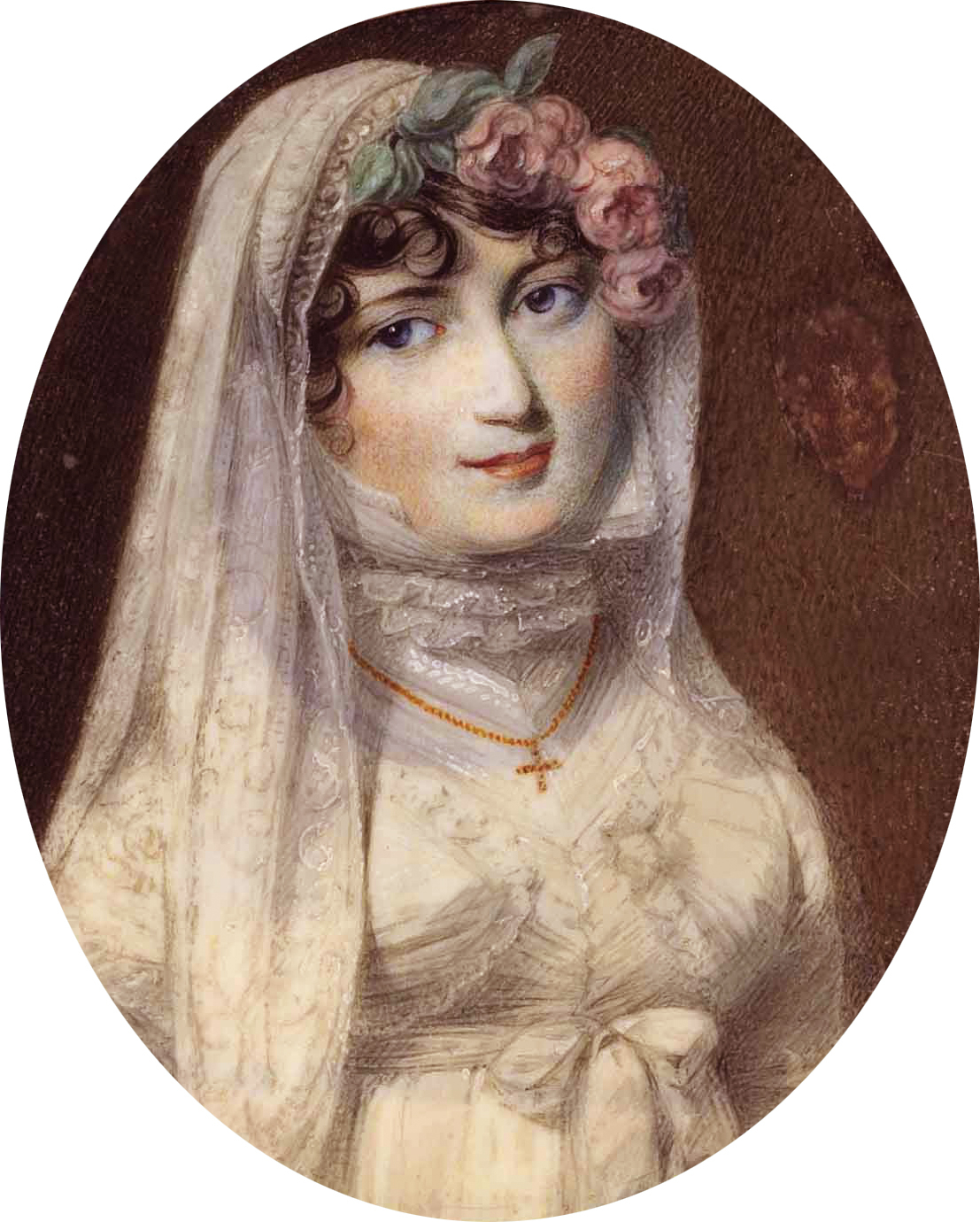
Portrait de Mrs William Hayley (vers 1790)